# Ewa Osińska
Ewa Osińska (ur. 22 marca 1941 w Warszawie) − polska pianistka.

## Wykształcenie
Absolwentka Warszawskiej Akademii Muzycznej. Doskonaliła swoje umiejętności u wybitnych pedagogów i artystów - prof. Zbigniewa Drzewieckiego oraz prof. Ryszarda Baksta, uzyskując doktorat w rodzimej uczelni. Od 1968 roku, jako stypendystka rządu francuskiego, kształciła się w Konserwatorium Europejskim w Paryżu pod kierunkiem wybitnego artysty, odtwórcy muzyki francuskiej prof. Vlado Perlemutera oraz Suzanne Roche, uzyskując zaszczytne Prix d'Excellence.

## Działalność artystyczna
W 1968 roku została zwyciężczynią Międzynarodowego Konkursu Pianistycznego im. Alfredo Caselli w Neapolu, a w 1970 - laureatką 1 nagrody oraz nagrody specjalnej za wykonanie muzyki hiszpańskiej na Międzynarodowym Konkursie Pianistycznym w Jaen. Był to początek ożywionej działalności koncertowej.
Trasy występów Ewy Osińskiej prowadzą przez renomowane sale koncertowe Europy, Ameryki, Japonii, Azji, z prestiżowymi orkiestrami (Filharmonia Narodowa w Warszawie, Polish Chamber Orchestra, Suisse Romande Orchestre Lamoureux, Rochester Symphony Orchestra, Capitol de Toulouse, Rudfunk Gewandhaus, Tokyo Symphony Orchestra, BBC Symphony Orchestra, Ensemble Orchestral de Paris) pod batutą J. Semkowa, M. Plasson, J. Maksymiuka, K. Akiyamy, J. Kaspszyka, H. Kuroiwa, B. Aprea, B. Woodsworth, W. Michniewskiego, A. Gerecz, J. Błaszczyka, K. Teucha.
Artystka brała udział w międzynarodowych festiwalach muzycznych, między innymi: Chuansha International Piano Festival (2016), Echternach International Festival, Beijing International Chopin Festival, Sala Beethoven Festival w Monterrei, a także w Cervantino, Nohant, Słupsku, Andorze, Wiedniu, Moskwie, Waszyngtonie.

## Dyskografia
Pianistka nagrała 16 płyt chopinowskich dla francuskiej firmy Cassiopee, z czego 4 ukazały się w Columbia Records. Polskie Nagrania wydały 4 koncerty Mozarta w wykonaniu Ewy Osińskiej z udziałem  Polish Chamber Orchestra pod dyr. Jerzego Maksymiuka oraz 2 płytowy album  PORTRET z utworami Chopina oraz muzyką XIX i XX wieku.

## Działalność jurorska
Pianistka jest jurorem w wielu międzynarodowych i krajowych konkursach pianistycznych, między innymi w Barcelonie, Brest, Bydgoszczy (Artur Rubinstein in memoriam), Jaen, Moskwie, Doniecku, Darmstaad, Paryżu, Palma de Mallorka, Pekinie, Porto, Walencji.

## Nagrody i odznaczenia
- II nagroda Międzynarodowego Konkursu Pianistycznego im Alfredo Caselli w Neapolu (1968)
- I nagroda oraz nagroda specjalna za wykonanie muzyki hiszpańskiej na Międzynarodowym Konkursie Pianistycznym w Jaen (1972)
- Krzyż Kawalerski Orderu Odrodzenia Polski (1997)